# 楊𢷋
楊𢷋，字显进，正平郡高凉县（今山西省稷山县东南15公里）人，南北朝北魏至北周军事人物。
他是杨猛的儿子，母亲夏阳县君，年少时就具备豪侠的气质与志向。528年（武泰元年），尔朱荣在河阴之变杀害了北魏众多朝士，城陽王元徽前来寻求他的庇护，他便藏匿元徽使其逃脱危难。魏孝庄帝即位后，元徽出仕担任司州牧，他的义行也因此被知晓，受到提拔，被任命为伏波将军、给事中。529年（永安二年），北海王元颢在南梁的支持下攻入洛阳，孝庄帝打算前往晋阳的尔朱荣处，命他在马渚聚集船只。但他尚未到达时，孝庄帝已向北渡河，于是他将聚集的船只隐藏起来，以免被敌人利用。尔朱荣奉孝庄帝之命出兵讨伐元颢，到达马渚时，他提供了隐藏的船只。元颢战败身亡后，他摽被加封肥如的五百 户，任镇远将军、步兵校尉，并负责行济北郡事，之后又晋升为都督、平东将军、太中大夫。
534 年（永熙三年），他跟随魏孝武帝进入关中，爵位晋升为侯，加任抚军、银青光禄大夫。由于东魏迁都到邺，宇文泰为了解敌情，秘密派他前往邺城。他侦察邺地后返回长安，晋升为通直散骑常侍、车骑将军。当时稽胡对西魏有反抗之意，他兼任黄门侍郎，开展对稽胡的宣抚工作，使众多首领归顺并入朝长安。
537 年（大统三年），弘農由东魏的高干、李徽伯等人驻守，他跟随宇文泰攻克了弘農。此前其父杨猛曾任邵郡白水县令，因此他与当地豪族多有旧交，于是秘密前往邵郡，说服了土豪王覆憐等人，得到 三千名向西魏内应的人，从而攻克邵郡，俘获并斩杀了东魏的邵郡太守程保及四名县令。邵郡百姓推举他担任行郡事，但他上表推荐王覆憐，王覆憐于是成为西魏的邵郡太守。他被任命为大行台左丞，进一步在各地施展经略之策，派人到东魏的城堡，短时间内就在正平、河北、南汾、二绛、建州、太宁等城安排了内应，西魏军队相继攻克这些城池。他在担任大行台左丞的同时，还负责行正平郡事。沙苑之战中东魏高欢战败，东魏将领韩轨、潘乐、可朱渾元等人担任殿军，他分兵追击，杀伤众多东魏士兵。东魏东雍州刺史司马恭弃城逃亡，他于是驻守东雍州。
宇文泰认可他的经略才能，表荐他担任行建州事以委以边境重任，得到批准。他到达建州时，东魏刺史车折于洛出兵迎击，被他击败。他又在建州西边击败斛律倶率领的二万东魏军队，缴获大量武器和军资。东魏太保侯景攻克正平后，东魏派遣行台薛循義与斛律俱合兵，东魏军势占优。他孤立无援，计划放弃建州撤退，但又担心部下叛变，于是散布宇文泰派出援军的假消息欺骗部下，随后分遣部队，在夜间完成向邵郡的撤退。西魏朝廷正式任命他为建州刺史。
东魏在正平设置东雍州，派薛荣祖驻守。他打算夺取此地，先派疑兵进攻汾桥，薛荣祖中计，从正平城出兵守卫汾桥。当晚，他率领二千士兵攻克正平，因功被授予骠骑将军称号。当时邵郡又归附东魏，西魏邵郡太守郭武安单身逃脱，他率军攻打并夺回邵郡，之后转任正平郡太守，又攻克东魏南絳郡，俘获郡太守屈僧珍，因前后战功被另封为郃阳县伯。
543年（大统九年），邙山之战中，他攻克柏谷坞并驻守。西魏军队主力被东魏击败后，他也放弃柏谷撤退。东魏将领侯景率领骑兵追击，他与仪同韦法保共同防御，击退侯景，后再次被任命为建州刺史，驻守车箱。他长期从军，未能为亡父举行葬礼，于是上表请求回乡安葬父亲，父亲杨猛被追赠为仪同三司、晋州刺史。
546年（大统十二年），高欢包围玉壁，即玉壁之战，另外侯景进军至齐子岭。他担心侯景入侵邵郡，率领骑兵前往防御。侯景听说他率军到来，砍伐树木堵塞道路六十多里，仍感不安，最终撤退到河阳。他于是晋升为大都督，加任晋建二州诸军事，攻克蓼坞，俘获东魏将领李顯，晋升为仪同三司，不久转任开府，担任建州邵郡河内汲郡黎陽等诸军事，兼任邵郡太守。550年（大统十六年），西魏军队进攻北齐，他被任命为大行台尚书，作为前锋进攻，攻克北齐四座戍所，因战功改封为华阳县侯。558年（北周明帝二年），邵郡设置邵州，他担任邵州刺史。
564年（保定四年），转任少师。这一年，北周军队包围洛阳，他率领一万多人进军至軹关。由于洛阳未能攻克且深入北齐领土，他被齐军击败后投降北齐。北周舆论对此加以指责，但朝廷鉴于他的功绩，未将战败视为罪过，还让他的儿子继承了爵位。